# جام حذفی فوتبال دانمارک
 جام حذفی فوتبال دانمارک  (به دانمارکی: Landspokalturneringen) مسابقاتی است که به صورت حذفی در کشور دانمارک از سال ۱۹۵۵ تاکنون برگزار می‌شود. این جام از ۱۰۴ تیم که از سراسر کشور دانمارک در آن حضور دارند برگزار می‌شود.
دو  باشگاه ورزشی آرهوس و کپنهاگن هرکدام با ۹ قهرمانی پرافتخارترین تیم این سری مسابقات به حساب می‌آیند.

## پرافتخارترین باشگاه‌ها
| باشگاه        | قهرمانی |
| ------------- | ------- |
| کپنهاگن       | 9       |
| آرهوس         | 9       |
| بروندبی       | 6       |
| ویله بولدکلوب | 6       |
| اودنسه        | 5       |